# Star Control (jeu vidéo)
Pour la série de jeux, voir Star Control.
Star Control est un jeu vidéo d'action sorti en 1990 sur Amiga, Amstrad CPC et DOS ; puis, en 1991 sur Commodore 64, Mega Drive et ZX Spectrum. Le jeu a été développé par Toys for Bob et édité par Accolade (la version Mega Drive a été éditée par Ballistic). Il est le premier opus de la série Star Control qui s'inspire grandement de Spacewar!.

## Système de jeu
Star Control combine un jeu de stratégie au tour par tour et des combats spatiaux en temps réel en un contre un. Les affrontements entre vaisseaux s'inspirent du jeu Spacewar!, tandis que la partie stratégique reprend des éléments de Archon: The Light and the Dark, un jeu de Paul Reiche III sorti en 1983. Les joueurs peuvent choisir de suivre la campagne avec la stratégie au tour par tour ou de s'entraîner aux duels entre vaisseaux. Le jeu propose un mode solo contre l’ordinateur ainsi qu’un mode multijoueur en affrontement direct. L’intelligence artificielle peut être assignée à la gestion de la stratégie, des combats ou des deux aspects du jeu.
La campagne stratégique propose plusieurs scénarios sélectionnables, comprenant neuf missions sur les ordinateurs personnel et quinze sur la Sega Genesis,. Chaque mission de stratégie au tour par tour débute avec des flottes opposées disposées sur une carte stellaire en rotation, chaque joueur contrôlant une faction de son choix. À chaque tour, un joueur peut effectuer jusqu'à trois actions avec ses vaisseaux, notamment explorer de nouvelles étoiles, coloniser ou fortifier des mondes. Ces colonies fournissent des ressources aux vaisseaux, telles que de la monnaie et des équipages. L'objectif est de déplacer ses vaisseaux à travers la galaxie, revendiquer des planètes et détruire la base stellaire de l’adversaire.
Lorsque deux vaisseaux rivaux se rencontrent sur le champ de bataille, un combat en style arcade s'engage. Chaque affrontement se déroule sur un écran fixe en vue de dessus, avec un zoom qui s’ajuste lorsque les vaisseaux se rapprochent. Le champ de bataille comprend une planète servant de puits gravitationnel, pouvant provoquer une collision ou offrir un appui pour gagner de la vitesse. Quatorze vaisseaux sont disponibles, chacun doté de capacités uniques. Ils possèdent généralement une attaque principale ainsi qu’une capacité secondaire. Par exemple, le « Yehat Terminator » dispose d’un champ de force, tandis que le « VUX Intruder » peut lancer des limets ralentissant les vaisseaux ennemis. L’utilisation de ces armes et capacités consomme l’énergie du vaisseau, qui se recharge automatiquement, sauf exceptions. Chaque vaisseau possède également un équipage limité, représentant les dégâts qu'il peut encaisser avant d’être détruit. Cet élément s’intègre à la dimension stratégique du jeu, où les colonies permettent de reconstituer l’équipage entre les combats.
Les différents vaisseaux sont répartis en deux factions rivales : la « Hiérarchie Ur-Quan » et l’« Alliance des Étoiles Libres ». Chaque vaisseau possède des forces et des faiblesses spécifiques, déterminées par ses armes et capacités uniques, ainsi que par sa vitesse, sa batterie, son équipage (représentant sa santé) et son coût. Le choix du vaisseau a une influence majeure sur les combats, et les joueurs peuvent exploiter certains affrontements à leur avantage. Bien que les vaisseaux les plus coûteux soient généralement plus puissants, les plus faibles peuvent néanmoins l’emporter entre les mains d’un joueur expérimenté. L’écran affiche également une animation de cockpit pour chaque joueur, mettant en avant un design unique pour chaque espèce et vaisseau. L’identité sonore des vaisseaux est également distincte, avec par exemple les drones « Chenjesu » émettant des aboiements ou le « Dreadnought Ur-Quan » lançant un tonitruant « launch fighters » en déployant ses unités.
Comme c'était courant pour la protection contre la copie à l'époque, Star Control demandait aux joueurs de saisir une phrase spécifique, trouvée à l'aide d'une roue de code en trois couches appelée « Professor Zorq's Instant Etiquette Analyzer ».

## Synopsis
Star Control dévoile son intrigue à travers les différents scénarios de la campagne,  ainsi que dans le manuel du jeu. L’histoire se déroule pendant une guerre opposant deux factions interstellaires : l’« Alliance des Étoiles Libres », regroupant des espèces pacifiques, et la « Hiérarchie Ur-Quan », force envahissante,.

### Personnage
Les Ur-Quan forment l’espèce la plus ancienne et avancée de l’espace connu. Ils ressemblent à d’immenses chenilles prédatrices et suivent un ordre social strict. En tant qu’esclavagistes, ils intègrent d’autres espèces à leur Hiérarchie en tant que serfs, parmi lesquels figurent leurs traducteurs génétiquement modifiés, les Talking Pets. Les Spathi, des créatures molluscoïdes naturellement craintives, ont été facilement contraints de rejoindre la Hiérarchie. Les Mycon, de nature fongique, s’y sont ralliés de leur propre gré avec un fanatisme absolu, tandis que les Umgah, des êtres amorphes, y ont adhéré par ennui, percevant la guerre comme une immense farce interstellaire. Deux espèces de la Hiérarchie nourrissent une rancune particulière envers la Terre : les Androsynth, clones humanoïdes ayant fui la planète en tant que renégats, et les VUX, cyclopes extraterrestres offensés par une insulte humaine lors de leur premier contact.
Les Chenjesu sont les membres les plus puissants de l’Alliance, une espèce de philosophes cristallins se nourrissant d’énergie électrique. La Terre a rejoint l’Alliance sous la bannière de Star Control, une organisation de défense planétaire regroupant un équipage multinational. L’Alliance inclut également les Shofixti, une espèce de guerriers marsupiaux élevés technologiquement par les Yehat, une race militariste de dinosaures aviens. Les Mmrnmhrm sont des robots dotés de vaisseaux capables de se transformer, tandis que les Syreen, humanoïdes féminines, utilisent leurs pouvoirs psychiques pour hypnotiser les équipages ennemis. Les Arilou, surnommés « elfes de l’espace », possèdent des vaisseaux capables de sauts hyper-spatiaux et entretiennent une histoire ambivalente avec la Terre, qu’ils ont autrefois « tourmentée ».
Au fil de la campagne, chaque camp découvre de puissants artefacts appartenant aux Précurseurs, une mystérieuse espèce disparue qui peuplait autrefois l’espace proche, il y a plusieurs centaines de milliers d’années.

## Accueil
| Star Control    |      |       |
| Média           | Pays | Notes |
| ACE             | US   | 53 %  |
| Amiga Action    | US   | 79 %  |
| Amiga Computing | US   | 80 %  |
| CU Amiga        | US   | 79 %  |
| Joystick        | FR   | 53 %  |
| Zzap!64         | US   | 53 %  |